# Ptocasius yunnanensis
Ptocasius yunnanensis là một loài nhện trong họ Salticidae.
Loài này thuộc chi Ptocasius. Ptocasius yunnanensis được Da-xiang Song miêu tả năm 1991.